# 正義のために
「正義のために」（せいぎのために）は、日本のヘヴィメタルバンド・聖飢魔IIの14枚目の小教典（シングル）。B.D.7年（1992年）7月1日に発布された。

## 解説
活動戯画教典（アニメ）『聖飢魔II HUMANE SOCIETY 人類愛に満ちた社会』のエンディング主題歌。
2002年、デーモン閣下がソロ活動時に新日本フィルハーモニー交響楽団とコラボレーションして演奏された。

## 収録曲
1. 正義のために
  - 作詞：デーモン小暮、作曲：Sgt. ルーク篁III世、デーモン小暮
2. 正義のために（オリジナル・カラオケ)
  - 作詞：デーモン小暮、作曲：Sgt. ルーク篁III世、デーモン小暮